# (529940) 2010 TB192
(529940) 2010 TB192 est un objet transneptunien faisant partie des objets épars, ayant un diamètre estimé à environ 200 km.